# Сергиивка
Сергиивка (на украински: Сергіївка) е селище от градски тип в Южна Украйна, Одеска област. Населението му е около 5045 души.